# Stetten (França)
Stetten é uma comuna francesa na região administrativa de Grande Leste, no departamento Alto Reno. Em 2010 a comuna tinha 360 habitantes (densidade: 83,3 hab./km²).